# Campeonato Europeo de Ciclismo en Ruta de 2023
El VIII Campeonato Europeo de Ciclismo en Ruta se realizó en Drenthe (Países Bajos) entre el 20 y el 24 de septiembre de 2023, bajo la organización de la Unión Europea de Ciclismo (UEC) y la Unión Ciclista Neerlandesa.
El campeonato constó de carreras en las especialidades de contrarreloj y de ruta, en las divisiones élite masculino, élite femenino, femenino sub-23 y masculino sub-23; además se disputó una contrarreloj por relevos mixtos. En total se otorgaron nueve títulos de campeón europeo en las divisiones élite y sub-23.

## Programa
El programa de competiciones es el siguiente:
| Día              | Prueba                          | Trayecto             | Distancia (km) | Ganador                            |
| ---------------- | ------------------------------- | -------------------- | -------------- | ---------------------------------- |
| Contrarreloj     |                                 |                      |                |                                    |
| 20 de septiembre | Contrarreloj sub-23 femenina    | Emmen                | 20,6           | Zoe Bäckstedt ( Reino Unido)       |
| 20 de septiembre | Contrarreloj sub-23 masculina   | Emmen                | 20,6           | Alec Segaert · ( Bélgica)          |
| 20 de septiembre | Contrarreloj élite femenina     | Emmen                | 29,5           | Marlen Reusser · ( Suiza)          |
| 20 de septiembre | Contrarreloj élite masculina    | Emmen                | 29,5           | Joshua Tarling ( Reino Unido)      |
| 21 de septiembre | Contrarreloj por relevos mixtos | Emmen                | 38,4           | Francia                            |
| Ruta             |                                 |                      |                |                                    |
| 22 de septiembre | Ruta sub-23 masculina           | Hoogeveen–Col du VAM | 136,5          | Henrik Pedersen ( Dinamarca)       |
| 22 de septiembre | Ruta sub-23 femenina            | Coevorden–Col du VAM | 108,0          | Ilse Pluimers · ( Países Bajos)    |
| 23 de septiembre | Ruta élite femenina             | Meppel–Col du VAM    | 131,3          | Mischa Bredewold · ( Países Bajos) |
| 24 de septiembre | Ruta élite masculina            | Assen–Col du VAM     | 199,8          | Christophe Laporte ( Francia)      |

1. ↑  Circuito de 65 km – 5 vueltas.
2. ↑  Circuito de 39,5 km – 5 vueltas.
3. ↑  Circuito de 62 km – 5 vueltas.
4. ↑  Circuito de 115 km – 6 vueltas.

## Resultados

### Masculino
- Contrarreloj individual

| Puesto | Ciclista         | País        | Tiempo   |
| ------ | ---------------- | ----------- | -------- |
| Oro    | Joshua Tarling   | Reino Unido | 31:30,01 |
| Plata  | Stefan Bissegger | Suiza       | 32:12,93 |
| Bronce | Wout van Aert    | Bélgica     | 32:13,15 |

- Ruta

| Puesto | Ciclista           | País         | Tiempo  |
| ------ | ------------------ | ------------ | ------- |
| Oro    | Christophe Laporte | Francia      | 4:15:50 |
| Plata  | Wout van Aert      | Bélgica      | 4:15:50 |
| Bronce | Olav Kooij         | Países Bajos | 4:15:50 |

### Femenino
- Contrarreloj individual

| Puesto | Ciclista                | País        | Tiempo   |
| ------ | ----------------------- | ----------- | -------- |
| Oro    | Marlen Reusser          | Suiza       | 35:53,53 |
| Plata  | Anna Henderson          | Reino Unido | 36:36,89 |
| Bronce | Christina Schweinberger | Austria     | 36:37,58 |

- Ruta

| Puesto | Ciclista         | País         | Tiempo  |
| ------ | ---------------- | ------------ | ------- |
| Oro    | Mischa Bredewold | Países Bajos | 3:04:12 |
| Plata  | Lorena Wiebes    | Países Bajos | 3:04:15 |
| Bronce | Lotte Kopecky    | Bélgica      | 3:04:15 |

### Masculino sub-23
- Contrarreloj individual

| Puesto | Ciclista             | País      | Tiempo   |
| ------ | -------------------- | --------- | -------- |
| Oro    | Alec Segaert         | Bélgica   | 22:02,68 |
| Plata  | Carl-Frederik Bévort | Dinamarca | 22:40,28 |
| Bronce | Gustav Wang          | Dinamarca | 22:54,90 |

- Ruta

| Puesto | Ciclista        | País      | Tiempo  |
| ------ | --------------- | --------- | ------- |
| Oro    | Henrik Pedersen | Dinamarca | 3:00:12 |
| Plata  | Iván Romeo Abad | España    | 3:00:37 |
| Bronce | Paul Magnier    | Francia   | 3:00:49 |

### Femenino sub-23
- Contrarreloj individual

| Puesto | Ciclista            | País        | Tiempo   |
| ------ | ------------------- | ----------- | -------- |
| Oro    | Zoe Bäckstedt       | Reino Unido | 24:25,89 |
| Plata  | Antonia Niedermaier | Alemania    | 25:23,40 |
| Bronce | Anniina Ahtosalo    | Finlandia   | 25:59,36 |

- Ruta

| Puesto | Ciclista      | País         | Tiempo  |
| ------ | ------------- | ------------ | ------- |
| Oro    | Ilse Pluimers | Países Bajos | 2:46:33 |
| Plata  | Anna Shackley | Reino Unido  | 2:46:34 |
| Bronce | Linda Zanetti | Suiza        | 2:46:34 |

### Mixto
- Contrarreloj por relevos

| Puesto | Ciclistas                                                                                       | País     | Tiempo   |
| ------ | ----------------------------------------------------------------------------------------------- | -------- | -------- |
| Oro    | Bruno Armirail Rémi Cavagna Benjamin Thomas Audrey Cordon-Ragot Cédrine Kerbaol Juliette Labous | Francia  | 44:23,72 |
| Plata  | Edoardo Affini Mattia Cattaneo Matteo Sobrero Elena Cecchini Vittoria Guazzini Soraya Paladin   | Italia   | 44:27,93 |
| Bronce | Miguel Heidemann Jannik Steimle Max Walscheid Lisa Klein Franziska Koch Mieke Kröger            | Alemania | 44:46,51 |

## Medallero
| Núm. | País         | Oro | Plata | Bronce | Total |
| ---- | ------------ | --- | ----- | ------ | ----- |
| 1    | Reino Unido  | 2   | 2     | 0      | 4     |
| 2    | Países Bajos | 2   | 1     | 1      | 4     |
| 3    | Francia      | 2   | 0     | 1      | 3     |
| 4    | Bélgica      | 1   | 1     | 2      | 4     |
| 5    | Dinamarca    | 1   | 1     | 1      | 3     |
| 5    | Suiza        | 1   | 1     | 1      | 3     |
| 7    | Alemania     | 0   | 1     | 1      | 2     |
| 8    | España       | 0   | 1     | 0      | 1     |
| 8    | Italia       | 0   | 1     | 0      | 1     |
| 10   | Austria      | 0   | 0     | 1      | 1     |
| 10   | Finlandia    | 0   | 0     | 1      | 1     |
|      | TOTAL        | 9   | 9     | 9      | 27    |